# 山出久男
山出 久男（やまで ひさお、1958年1月24日 - ）は広島県出身のサッカー指導者。

## 来歴
山口大学教育学部を卒業後、広島市立小学校教諭を歴任。矢野FC時代の1993年には、森﨑和幸・浩司兄弟を擁し、全国少年サッカー大会に出場。1995年からは木村和司・森島寛晃らを輩出した大河FCで指導し、西河翔吾らを育てた。
1999年からサンフレッチェ広島へ広島市から出向し、主に小学校年代以下の育成普及に努め、日本サッカー協会技術委員・キッズプロジェクトリーダーなどを歴任している。またスタジアムFMの解説者としても活躍していた。
2021年8月31日付でサンフレッチェ広島を退団した。

## 略歴
- - 1975年 修道中学校・高等学校
- 1976年 - 1979年 山口大学教育学部
- 1980年4月 - 1980年9月 広島市立観音小学校教諭（観音SSS）
- 1980年9月 - 1995年3月 広島市立矢野小学校教諭（広島矢野FC）
  - 1993年 - 現在 中国地方・広島県・広島市U-12トレセン指導
  - 1994年 イングランドサッカー協会 (FA) 公認インターナショナルコーチングコース修了
- 1995年4月 - 1999年3月 広島市立大河小学校教諭(広島大河FC)
  - 1996年 オランダサッカー協会公認インターナショナルコーチングコース修了
  - 1998年 JFA公認A級コーチライセンス取得
  - 1998年 - 現在 日本サッカー協会公認指導者養成インストラクター
- 1999年4月 - 2006年2月 サンフレッチェ広島強化部コーチ
  - 1999年4月 - 2006年2月 サンフレッチェ広島育成下部組織育成スクールマスター
- 2006年2月 - 現在 サンフレッチェ広島ホームタウン推進本部普及部長スクールマスター
  - 2001年1月 - 現在 Jアカデミー広島育成センター長
  - 2003年3月 - 現在 JFA技術委員･キッズプロジェクトリーダー
  - 2004年 - 現在 JFA公認キッズリーダー養成チーフインストラクター
  - 広島県サッカー協会4種技術委員長